# Сильва (фильм, 1981)
«Сильва» — советский двухсерийный цветной музыкальный художественный телефильм, поставленный на киностудии «Ленфильм» в 1981 году режиссёром Яном Фридом. Экранизация одноимённой оперетты Имре Кальмана.
Фильм создан по заказу Государственного Комитета Совета Министров СССР по телевидению и радиовещанию.

## Сюжет

### 1 серия
Сильва Вареску — прима варьете «Орфеум», в которую влюбляется будущий князь Веллергейм, а ныне молодой, самолюбивый лейтенант Эдвин. Его любовь отодвигает на второй план все условности в вопросах происхождения и социального статуса. Эдвин и Сильва полюбили друг друга настолько, что молодой князь готов пойти наперекор даже воле своих родителей, прочивших ему выгодную партию.
Тем временем родители не теряют времени зря и, узнав об увлечении сына, ускоряют помолвку Эдвина с графиней Анастасией Эгенберг, причём делают это втайне от него.
В «Орфеум» прибывает мать Эдвина, княгиня фон Веллергейм, в сопровождении его начальника, генерала фон Ронсдорфа, который уведомляет Эдвина о переводе в другой полк. Тот понимает, что сделано это при участии его родителей, чтобы как можно дальше увести его от Сильвы. Поэтому перед вынужденным переводом он, в присутствии нотариуса, прямо в варьете обручается с Сильвой и только после этого спешно отбывает в полк.
Тем временем в варьете появляется Бони, давний друг Эдвина, который уже получил от Ронсдорфа приглашение на обручение Эдвина и Стасси и, придя в ужас, решил напиться. Он невероятно удивлён состоявшимся обручением Сильвы. В ответ на возникшие вопросы он демонстрирует приглашение, утверждая, что Эдвин уже помолвлен, чем повергает в недоумение и шок всех собравшихся, и более всего саму Сильву. Последняя разочаровывается в любви, считая, что была всего лишь забавой в руках титулованного ухажёра, и всецело отдаётся карьере, соглашаясь на парижские гастроли, которые для неё устроил импресарио Ферри.

### 2 серия
О триумфе Сильвы в Париже пишут все газеты, одна из которых попадается на глаза Эдвину, который, в свою очередь, считает гастроли Сильвы, идущие вразрез с их обручением, заранее спланированными и в отместку сам решает ускорить обручение со Стасси.
На балу в доме фон Веллергеймов собрался весь цвет общества. Родители Эдвина и Стасси не могут наглядеться на внешне удачный союз своих детей. Всё идёт как нельзя лучше до тех пор, пока на празднике не появляется нежданная тройка гостей — Сильва в сопровождении Ферри и Бони. Представляя своих спутников, Бони называет Сильву своей супругой, графиней Канчиану. На появление титулованной гостьи положительно реагирует князь Веллергейм, и отрицательно — Эдвин, считая Бони и Сильву предателями.
Бони встречается взглядом со Стасси и теряет голову от любви. Он напрочь забывает об Эдвине, Сильве, цели визита и прочем. Перед ним — только Стасси. Эдвин ищет повод для встречи с Сильвой и старается внести ясность в их отношения. Князь Веллергейм кичится своей родословной. Отец Стасси, граф Эгенберг, пользуется уловками, чтобы скрыться от своей супруги и пропустить стаканчик-другой. А княгиня Веллергейм умоляет Ферри не выдавать тайну её прошлого в варьете.
Кажется, судьба влюблённых решёна: Бони находит общий язык со Стасси, Эдвин вдохновлен лояльностью к нему Сильвы, «графини Канчиану». Больше всего его устраивает возможность бесконфликтного разрешения вопроса путём будущей женитьбы не на актрисе варьете, а на «разведённой титулованной особе». Но с таким положением совершенно не согласна Сильва, которая спешно покидает дом Веллергеймов.
Небольшой заговор Бони и Стасси сводит всех героев в прославленном «Орфеуме». В то время, как Ферри убеждает Эдвина прийти к Сильве, Бони убеждает её в том, что Эдвин решил застрелиться. В тот момент, когда Бони спрашивает в трубку (предварительно отключив телефон из розетки): «Что ей [Сильве] передать?», Эдвин, который только вошёл, отвечает: «Передай ей, что я люблю её, люблю!». Тем временем Микса, разгневанный возможным (по словам Сильвы) негативным отношением к ней её предполагаемой свекрови, в прошлом также певицы варьете, рассказывает князю Веллергейму, что артистка в его роду уже имеется в лице его собственной супруги, после чего князь, придя от подобного обмана в крайнее негодование, учиняет княгине серьёзный разговор и оказывается вынужден дать своё согласие на брак Эдвина и Сильвы. В свою очередь, родители Стасси, графиня и граф Эгенберг, благословляют союз дочери с Бони.

## В ролях
- Жанна Глебова — Сильва Вареску, певица варьете «Орфеум» (поёт Евгения Целовальник)
- Ивар Калныньш — Эдвин фон Веллергейм (в титрах указан как Ивар Калнынь в 1-й серии и как Ивар Калнинь во 2-й серии) (поёт Алексей Стеблянко)
- Виталий Соломин — граф Бонифациус «Бони» Канчиану (поёт Борис Смолкин)
- Мария Соломина — графиня Анастасия «Стасси» фон Эгенберг (поёт София Ялышева)
- Игорь Дмитриев — князь Леопольд фон Веллергейм, отец Эдвина
- Татьяна Пилецкая — княгиня Ангильда фон Веллергейм, мать Эдвина, ранее известная как певица варьете Лили Мотылёк
- Михаил Светин — граф Вильгельм фон Эгенберг, отец Стасси
- Виктория Горшенина — графиня фон Эгенберг, мать Стасси
- Павел Кадочников — Фердинанд фон Фельзе «Ферри», импресарио Сильвы
- Рэм Лебедев — Микса
- Владимир Басов — генерал фон Ронсдорф
- Пётр Кадочников — офицер
- Александр Афанасьев — лакей

## Съёмочная группа
- Сценарий — Михаила Мишина, Яна Фрида
По мотивам либретто Лео Штайна и Белы Йенбаха
- Режиссёр-постановщик — Ян Фрид
- Оператор-постановщик — Эдуард Розовский
- Художник-постановщик — Марина Азизян
- Художник по костюмам — Наталья Васильева
- Музыка — Имре Кальман
- Стихи — Владимира Михайлова, Дмитрия Толмачёва
- Костюмы — Натальи Васильевой
- Главный балетмейстер — Игорь Бельский
- Балетмейстер — Николай Шарыгин
- Вокальные партии исполняли — Евгения Целовальник, Алексей Стеблянко, София Ялышева, Борис Смолкин